# Chemnitzer Linux-Tage

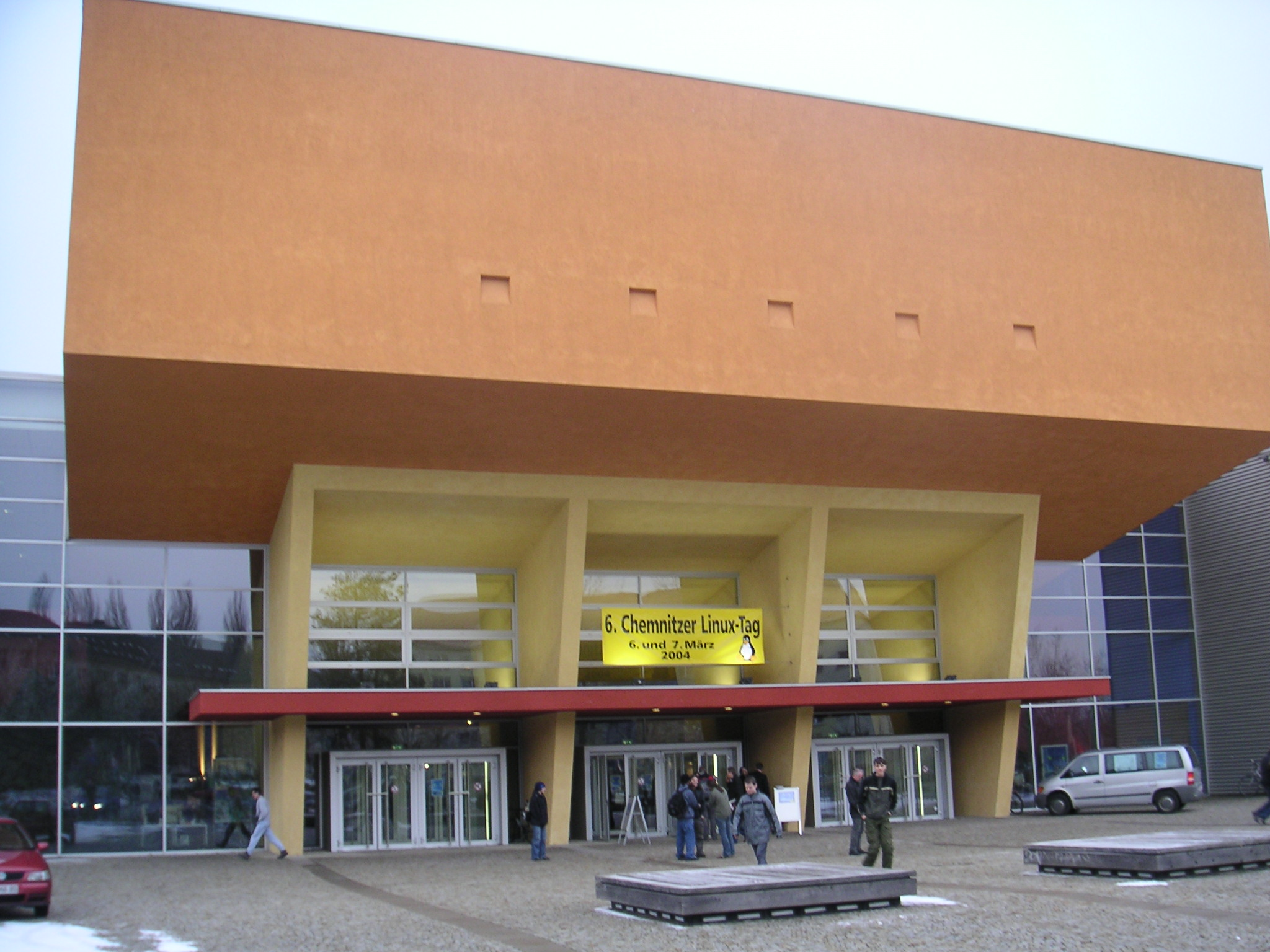
Hörsaalgebäude der TU Chemnitz während der CLT im März 2004

Die Chemnitzer Linux-Tage (CLT) ist eine große Veranstaltung rund um das Thema Linux und freie Software in Deutschland. Sie findet im zentralen Hörsaal- und Seminar-Gebäude der Technischen Universität Chemnitz statt, auf der unter anderem Vorträge, Projektstände, Workshops, Installparty und Technik-Ecke (Praxis Dr. Tux) etc. angeboten werden.

## Geschichte
1999 fand erstmals ein Chemnitzer Linux-Tag statt – eine eintägige Veranstaltung mit Vorträgen und einer Installationsparty, die von 700 Besuchern besucht wurde. Seit 2000 haben sich die Chemnitzer Linux-Tage als jährliche zweitägige Veranstaltung an einem Wochenende im März etabliert.
Organisiert wird die Veranstaltung im Wesentlichen von (ehemaligen) Studenten und Mitarbeitern der TU Chemnitz. Des Weiteren sind die Chemnitzer Linux User Group des IN Chemnitz e. V., auf deren Mitglieder die Initiative zur erstmaligen Durchführung der CLT zurückgeht, die Fakultät für Informatik sowie das Rechenzentrum der TU Chemnitz an der Organisation beteiligt.
Für eine Community-Veranstaltung typisch ist die relativ lockere Organisationsstruktur. Alle Aufgaben wechseln regelmäßig und werden ständig von neuen Personen übernommen. Im Kernteam kümmern sich sechs bis acht Personen das gesamte Jahr über mit wechselnder Intensität um alle grundsätzlichen Belange. Zwischen September und März wächst dieses Team zum Organisations-Team von rund 30 Personen an, welche sich um unterschiedlich große Aufgabengebiete kümmern. An den CLT selbst wirken rund 450 bis 500 Aktive mit. Neben den offensichtlich präsentationsbezogenen Aufgaben (Vorträge, Projekte etc.) werden auch sehr viele Helfer für Infrastrukturaufgaben wie Logistik, Catering, Informationsstand, Kinderspielecke oder Ordnerdienste eingesetzt.

## Besonderheiten

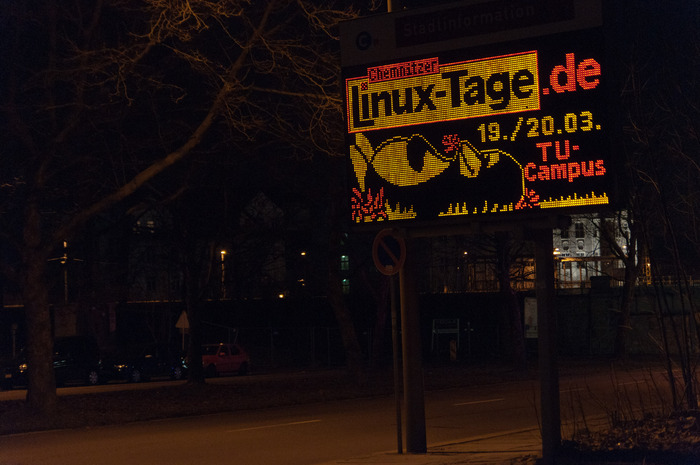
Chemnitzer Linux-Tage Ankündigung auf den städtischen Infotafeln

Die Chemnitzer Linux-Tage bieten ein abwechslungsreiches Programm für alle Besuchergruppen. Neben einem umfangreichen Vortragsprogramm für Laien, Anwender und Experten kann man sein Wissen in zahlreichen Workshops intensiv erweitern, im Ausstellungsbereich mit Experten auf den verschiedensten Gebieten diskutieren und natürlich den eigenen Rechner mitbringen, um unter Anleitung Linux zu installieren oder Probleme im System zu beheben.
Das Publikum der Chemnitzer Linux-Tage ist bunt gemischt: Schüler und Studenten sind genauso vertreten wie Linux-interessierte Heim-PC-Nutzer und Mitarbeiter von Unternehmen. Um den Interessen der Besucher – vom Linux-Neuling bis zum Open-Source-Experten ist alles dabei – gerecht zu werden, präsentiert sich das Veranstaltungsprogramm entsprechend vielfältig.
Die Vorträge werden seit 2005 per Audio und seit 2009 ebenfalls per Video-Stream live aus den Vortragsräumen übertragen. Die Chemnitzer Linux-Tage werden dabei vom Radio UNiCC und der Professur Medieninformatik unterstützt.
Mit einigen speziell auf Kinder und Jugendliche zugeschnittenen Programmpunkten soll außerdem die Neugier und Freude an eigener schöpferischer Tätigkeit bei der jüngeren Generation gefördert werden.
Am 9. März 2020 wurden die Chemnitzer Linux-Tage 2020 wegen der COVID-19-Pandemie abgesagt. Über einen späteren Zeitpunkt wird nachgedacht.
Aufgrund der noch immer vorliegenden pandemischen Lage wurden die Chemnitzer Linux-Tage 2021 ausschließlich als Online-Veranstaltung durchgeführt. Mit Hilfe der Plattformen BigBlueButton und Workadventure nahmen täglich mehr als 1500 Personen an der Konferenz teil.

## Statistik
| Nr. | Jahr | Tag            | Besucher | Vorträge                 | Workshops          | Weblink |
| --- | ---- | -------------- | -------- | ------------------------ | ------------------ | ------- |
| 1.  | 1999 | 6. März        | 700      | 20                       | keine              | 1999    |
| 2.  | 2000 | 11. + 12. März | 1000     | 23                       | 1                  | 2000    |
| 3.  | 2001 | 10. + 11. März | 1200     | 40                       | 1                  | 2001    |
| 4.  | 2002 | 9. + 10. März  | 1500     | 51                       | 7                  | 2002    |
| 5.  | 2003 | 1. + 2. März   | 1800     | 52                       | 8                  | 2003    |
| 6.  | 2004 | 6. + 7. März   | 2500     | 57                       | 10                 | 2004    |
| 7.  | 2005 | 5. + 6. März   | 2500     | 80                       | 12                 | 2005    |
| 8.  | 2006 | 4. + 5. März   | 2500     | 81                       | 12                 | 2006    |
| 9.  | 2007 | 3. + 4. März   | 2700     | 95                       | 15                 | 2007    |
| 10. | 2008 | 1. + 2. März   | 2400     | 87                       | 13                 | 2008    |
| 11. | 2009 | 14. + 15. März | 2600     | 95                       | 14                 | 2009    |
| 12. | 2010 | 13. + 14. März | 2600     | 91                       | 15                 | 2010    |
| 13. | 2011 | 19. + 20. März | 2400     | 88                       | 15                 | 2011    |
| 14. | 2012 | 17. + 18. März | 2400     | 89                       | 15                 | 2012    |
| 15. | 2013 | 16. + 17. März | 2300     | 92                       | 13                 | 2013    |
| 16. | 2014 | 15. + 16. März | 2600     | 90                       | 14                 | 2014    |
| 17. | 2015 | 21. + 22. März | 3160     | 90                       | 14 (+5 CLT Junior) | 2015    |
| 18. | 2016 | 19. + 20. März | 3100     | 88 (+12 Lightning-Talks) | 9 (+7 CLT Junior)  | 2016    |
| 19. | 2017 | 11. + 12. März | 3200     | 87 (+15 Lightning-Talks) | 12 (+8 CLT Junior) | 2017    |
| 20. | 2018 | 10. + 11. März | 3400     | 97 (+7 Lightning-Talks)  | 12 (+7 CLT junior) | 2018    |
| 21. | 2019 | 16. + 17. März | 3600     | 86 (+11 Lightning-Talks) | 29 (+8 CLT junior) | 2019    |
| 22. | 2020 | 14. + 15. März | abgesagt |                          |                    | 2020    |
| 23. | 2021 | 13. + 14. März | online   |                          |                    | 2021    |
| 24. | 2022 | 12. + 13. März | online   |                          |                    | 2022    |
| 25. | 2023 | 11. + 12. März | 3000     | 86                       | 9 (+5 CLT junior)  | 2023    |
| 26. | 2024 | 16. + 17. März | 3200     | 97                       | 10(+8 CLT Junior)  | 2024    |
| 27. | 2025 | 22. + 23. März | 3500     |                          |                    | 2025    |